# Мустафаева, Садая Исмаил кызы
Садая Исмаил кызы Мустафаева (азерб. Sədayə İsmayıl qızı Mustafayeva; 15 июля 1926, Нуха — 13 августа 2004, Гянджа) — азербайджанская и советская актриса. Народная артистка Азербайджанской ССР (1981).

## Жизнь и творчество
Родилась 15 июля 1926 года в городе Шеки Шекинского района. Получила образование в Шекинском государственном драматическом театре в качестве актрисы. Продолжила свою деятельность в театрах Агдаша и Гёйчай. В марте 1950 года по приглашению директора Кировабадского государственного драматического театра, народного артиста Азербайджанской ССР режиссера Мамеда Бурджалиева Садая стала актрисой этого театра. На сцене театра сыграла более 400 ролей. На сегодняшний день большинство актеров и актрис в Гянджинском государственном драматическом театре являются учениками школы С. Мустафаевой.
Снялась в более чем 20 фильмах киностудии Азербайджанфильм. «Именем закона» Хатун, «Красавицей я не была», «Прекрасен», Шамама в «Хлеб поровну», «Гайнана», «И посещения, и торговля...»  Сугра Аала, Бабушка Мирвари в «Мальчик на белом коне» Жемчужная бабушка и другие. В 2000 году издательство «Аскероглу» опубликовало монографию театрального критика Анара Бурджалиева «Сцена - моя жизнь».

## Фильмография
1. Жил-был (1967) (Старушка)
2. Именем закона (фильм, 1968) (Хатун).
3. Красавицей я не была (фильм, 1968) (Красавица).
4. Хлеб поровну (фильм, 1969), (Шамама).
5. День прошел (фильм, 1971), (мать Асмара).
6. Фламинго, розовая птица (фильм, 1972), (Мать Шафиги).
7. Счастья вам, девочки! (фильм, 1972), (мать Рустама).
8. Фирангиз (фильм, 1975), (Масма).
9. День Рождения (фильм, 1977) (мать Али)
10. Свекровь (фильм, 1978), (Мумам).
11. Gümüşü furqon (фильм, 1982), (мама Медины).
12. İlıq dənizdə buz parçası (фильм, 1983 г.), (Мать пенсионера).
13. Син Синема (фильм, 1985), (мама).
14. İşarəni dənizdən gözləyin (фильм, 1986), (Мать команды).
15. Городские заводчики (фильм, 1986), (Хумай).
16. Храм воздуха (фильм, 1989), (мама Юсуфа).
17. Мальчик на белом коне, (Жемчужная бабушка)
18. Həm ziyarət, həm ticarət... (фильм, 1995), (Сугра Ала).
19. Разрушенные мосты (фильм, 1996) (Асмар).

## Награды
- Заслуженная артистка Азербайджанской ССР  (1958)
- Народная артистка Азербайджанской ССР (24.12.1981)[1]
- Персональная пенсия Президента Азербайджанской Республики (2003)
- Почётная Грамота Президиума Верховного Совета Азербайджанской ССР (01.06.1974)[2]